# Brachythecium conostomum
Brachythecium conostomum är en bladmossart som beskrevs av Georg Friedrich von Jaeger 1878. Brachythecium conostomum ingår i släktet gräsmossor, och familjen Brachytheciaceae. Inga underarter finns listade i Catalogue of Life.